# سامي جيلمور
سامي جيلمور (بالإنجليزية: Sammy Gilmore)‏ هو نقابي بريطاني، ولد في 8 أكتوبر 1939 في Calton, Glasgow ‏ في المملكة المتحدة، وتوفي في 8 أكتوبر 2011.